# Nagyhalász

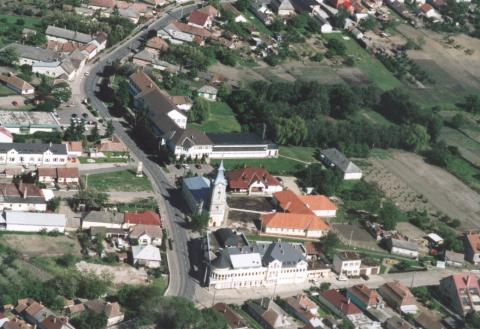
Flygbild.

Nagyhalász är en mindre stad i Ungern med 5 476 invånare (2020).